# Чемпионат Европы по плаванию в ластах 2019
27-й Чемпионат Европы по плаванию в ластах проводился в греческом городе Янина с 27 по 30 июня 2019 года.

## Призёры

### Мужчины
| Дисциплина                  | Золото                                                                       | Золото   | Серебро                       | Серебро | Бронза                        | Бронза  |
| --------------------------- | ---------------------------------------------------------------------------- | -------- | ----------------------------- | ------- | ----------------------------- | ------- |
| 50 м (ныряние)              | Павел Кабанов · Россия                                                       | 13.70 WR | Алексей Казанцев · Россия     | 14.21   | Анастасиос Милонакис · Греция | 14.49   |
| 50 м                        | Алексей Казанцев · Россия                                                    | 15.27    | Анастасиос Милонакис · Греция | 15.43   | Макс Пошарт · Германия        | 15.79   |
| 100 м                       | Егор Качмашев · Россия                                                       | 34.36    | Дмитрий Журман · Россия       | 34.90   | Макс Пошарт · Германия        | 34.93   |
| 200 м                       | Егор Качмашев · Россия                                                       | 1:20.05  | Александр Безмен · Беларусь   | 1:20.17 | Дмитрий Журман · Россия       | 1:20.70 |
| 400 м                       | Алексей Захаров · Украина                                                    | 2:57.96  | Адам Букор · Венгрия          | 2:58.11 | Алекс Можар · Венгрия         | 3:01.72 |
| 50 м в классических ластах  | Христос Иоаннис Бониас · Греция                                              | 18.92    | Данило Колодяжный · Украина   | 18.94   | Стефанос Антониадис · Греция  | 19.21   |
| 100 м в классических ластах | Данило Колодяжный · Украина                                                  | 41.58    | Евгений Степанчук · Украина   | 42.42   | Дмитрий Лапшин · Россия       | 42.46   |
| 200 м в классических ластах | Константинос Дригоутис · Греция                                              | 1:35.46  | Владимир Сидоров · Россия     | 1:36.68 | Данило Колодяжный · Украина   | 1:36.93 |
| 400 м в классических ластах | Константинос Дригоутис · Греция                                              | 3:29.24  | Дмитрий Курако · Россия       | 3:30.26 | Бенсе Лендьельтоти · Франция  | 3:30.44 |
| 100 м с аквалангом          | Павел Кабанов · Россия                                                       | 31.65    | Якуб Коварик · Чехия          | 32.83   | Анастасиос Милонакис · Греция | 33.29   |
| эстафета 4х100 м            | Дмитрий Журман · Владимир Журавлёв · Михаил Дроздов · Егор Качмашев · Россия | 2:18.87  | Греция                        | 2:23.22 | Италия                        | 2:23.67 |
| эстафета 4х200 м            | Дмитрий Журман · Вячеслав Носков · Михаил Дроздов · Егор Качмашев · Россия   | 5:27.53  | Германия                      | 5:38.95 | Венгрия                       | 5:39.87 |

### Женщины
| Дисциплина                  | Золото                                                                                  | Золото   | Серебро                      | Серебро | Бронза                       | Бронза  |
| --------------------------- | --------------------------------------------------------------------------------------- | -------- | ---------------------------- | ------- | ---------------------------- | ------- |
| 50 м (ныряние)              | Алёна Паршина · Россия                                                                  | 16.40    | Татьяна Причинина · Россия   | 16.54   | София Ктена · Греция         | 16.57   |
| 50 м                        | Екатерина Михайлушкина · Россия                                                         | 17.73    | Дора Басси · Хорватия        | 17.99   | Алёна Паршина · Россия       | 18.02   |
| 100 м                       | Екатерина Михайлушкина · Россия                                                         | 38.06 WR | Алёна Паршина · Россия       | 39.68   | Виктория Уварова · Украина   | 40.21   |
| 200 м                       | Екатерина Михайлушкина · Россия                                                         | 1:27.09  | Валерия Барановская · Россия | 1:27.38 | Елизавета Вакарева · Украина | 1:30.16 |
| 400 м                       | Елизавета Вакарева · Украина                                                            | 3:16.87  | Джоанна Шикора · Германия    | 3:17.69 | Нина Ангермайер · Швейцария  | 3:19.33 |
| 50 м в классических ластах  | Петра Сенански · Венгрия                                                                | 21.23    | Ирина Пикинер · Украина      | 21.80   | Валерия Андреева · Россия    | 21.91   |
| 100 м в классических ластах | Петра Сенански · Венгрия                                                                | 46.48    | Кристина Варга · Венгрия     | 46.84   | Сусана Храскова · Словакия   | 47.52   |
| 100 м с аквалангом          | Алёна Паршина · Россия                                                                  | 36.61    | София Ктена · Греция         | 37.47   | Лидия Стадник · Россия       | 37.98   |
| эстафета 4х100 м            | Екатерина Михайлушкина · Валерия Барановская · Алёна Паршина · Алина Налбандян · Россия | 2:36.25  | Украина                      | 2:38.78 | Венгрия                      | 2:43.00 |
| эстафета 4х200 м            | Екатерина Михайлушкина · Валерия Барановская · Алёна Паршина · Алина Налбандян · Россия | 5:55.65  | Украина                      | 6:10.04 | Франция                      | 6:18.55 |

### Смешанная программа
| Дисциплина                             | Золото                                                                             | Золото  | Серебро | Серебро | Бронза | Бронза  |
| -------------------------------------- | ---------------------------------------------------------------------------------- | ------- | ------- | ------- | ------ | ------- |
| эстафета 4х50 м                        | Алексей Казанцев · Екатерина Михайлушкина · Алёна Паршина · Егор Качмашев · Россия | 1:05.06 | Греция  | 1:06.21 | Италия | 1:06.46 |
| эстафета 4х100 м в классических ластах | Лев Штрайх · Мария Патласова · Яна Мартынова · Дмитрий Лапшин · Россия             | 3:02.01 | Венгрия | 3:02.58 | Греция | 3:06.13 |